# Klemen Slakonja
Klemen Slakonja (* 3. června 1985 Brežice) je slovinský herec, zpěvák, komik, televizní moderátor a hudebník. V letech 2010 až 2018 působil jako herec činohry Slovinského národního divadla v Lublani. S písní „How Much Time Do We Have Left“ reprezentoval Slovinsko na Eurovision Song Contest 2025.
Vystudoval Akademii divadla, rozhlasu, filmu a televize (AGRFT) při Univerzitě v Lublani. V domovském Slovinsku je znám především díky svým komediálním skečům, často ve formě hudebních videí, a také jako moderátor různých pořadů, mimo jiné také národních finálových kol Eurovision Song Contest. Mezi jeho nejznámějšími parodickými imitacemi figurují slovinští hudebníci, filozof Slavoj Žižek, papež František, Vladimir Putin, Donald Trump, Angela Merkelová a další.

## Kariéra
Narodil se ve slovinském pohraničním městě Brežice. S prvními imitacemi začal již během druhého ročníku střední školy. Svou kariéru začal v místní rozhlasové stanici Radio Energy, sídlící v nedalekém městě Krško, známém především jako místo jediné jaderné elektrárny v zemi. V rádiu působil jako moderátor a organizoval různé místní akce. Se svou partnerkou Mojcou Faturovou má dvě děti.

### 2007: Radio Ga Ga Show
Během léta roku 2007 moderoval slavnostní přivítání světového šampiona v hodu kladivem Primože Kozmuse v jeho rodných Brežicích, který tehdy získal stříbrnou medaili na Mistrovství světa v atletice v Ósace. Na jeho počest přetextoval tradiční slovinskou vánoční píseň „Bela snežinka“ na „Sivo kladivo“ (Šedé kladivo) a imitoval ji hlasy různých slovinských zpěváků. V tuto dobu si jej všiml rozhlasový moderátor Edi Štraus, který ho seznámil se satirikem Sašo Hribarem.
5. října 2007 jej Hribar pozval do svého satirického rozhlasového pořadu Radio Ga Ga, který se vysílá každý týden ve Slovinském národním rozhlasu a zesměšňuje různé osobnosti, včetně politiků. Slakonja zde imitoval zpěváka Roka Kosmače – toto vystoupení, které znamenalo průlom v jeho kariéře, mu přineslo popularitu po celém Slovinsku.
O měsíc později, v listopadu 2007, se poprvé objevil i v televizním pořadu Hri-bar, rovněž moderovaném Hribarem, který parodoval animované postavy, převážně slovinské politiky. Pořad se vysílal na národní televizi RTV Slovenija a Slakonja zde imitoval známé slovinské zpěváky.

### 2008: Moderátorem RTV Slovenija
Dne 17. února 2008 se stal televizním moderátorem a převzal oblíbený rodinný pořad NLP, vysílaný v neděli odpoledne na RTV Slovenija. Jeho spolumoderátorkou byla Tjaša Železniková, která do té doby moderovala pořad sama.

### 2011: Moderátorem festivalu EMA
27. února 2011 Slakonja poprvé moderoval hudební festival EMA, sloužící jako národní výběr pro Eurovision Song Contest 2011, kdy v národním kole zvítězila Maja Keucová. U příležitosti festivalu složil píseň „16 let skomin“, mix všech šestnácti dosavadních vítězů EMA. Ve stejném roce byl také mluvčím Slovinska ve finále Eurovize. Festival EMA moderoval Slakonja celkem čtyřikrát – v letech 2011, 2012, 2016 a 2020. V roce 2016 zde uvedl svou píseň „Putin, Putout“.

### 2013: PořadyZadetek v petekaJe bella cesta
15. února 2013 začal moderovat vlastní komediální pořad Zadetek v petek (Plný zásah v pátek), vysílaný na komerční stanici TV3 Medias. Natáčení probíhalo v Bělehradě, pořad byl nicméně po jedné sezóně zrušen. Krátce nato začal moderovat druhý vlastní pořad Je bella cesta (Do háje), který běžel dvě sezóny – od října 2013 do května 2014.

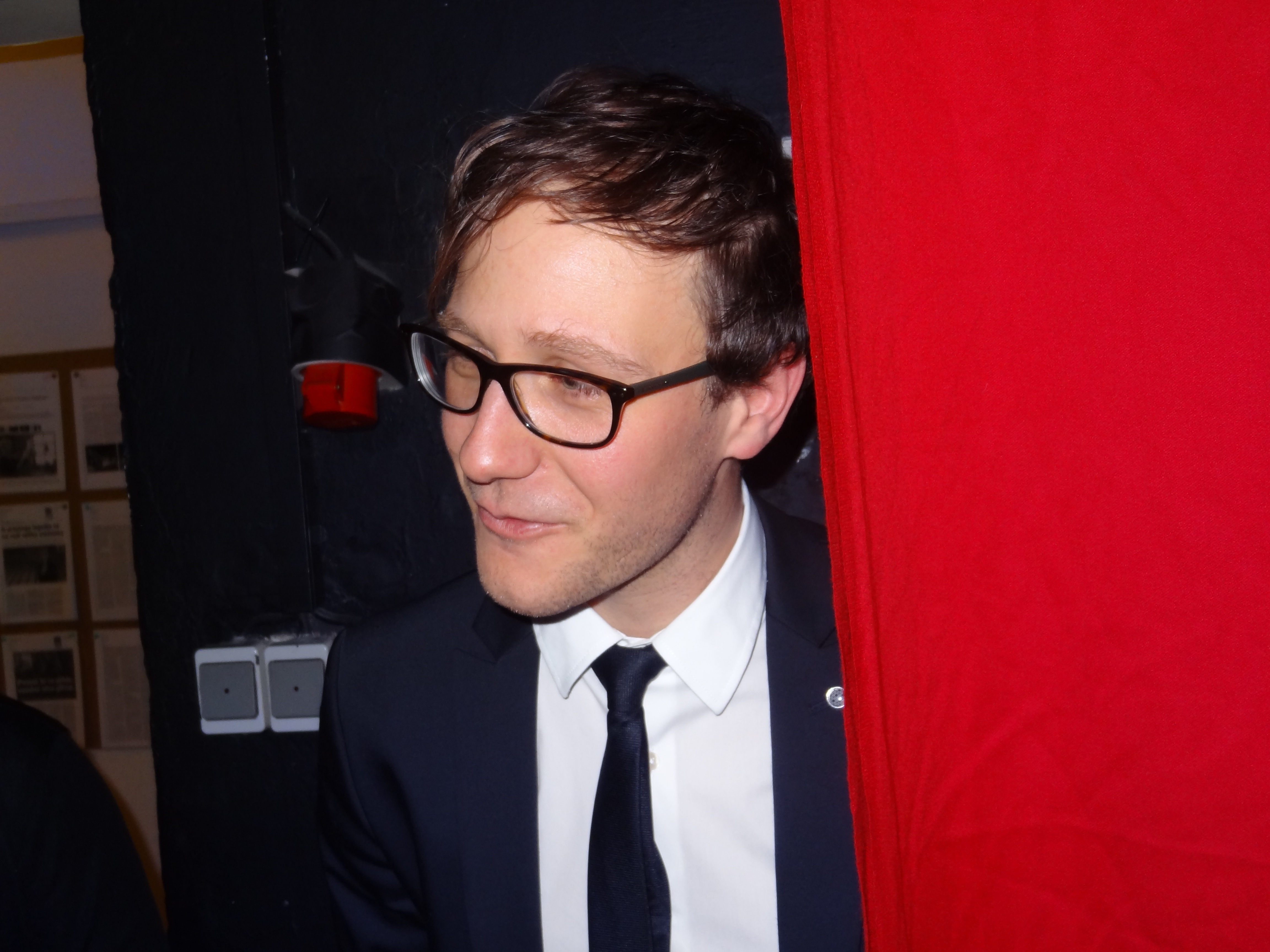
Slakonja v roce 2016

### 2015: Letní hit „Zadžuskaj“
Velký úspěch zaznamenal s písní „Zadžuskaj“ (Zadžusuj), která vyšla v roce 2014. Ve videoklipu ztvárnil postavu podivínského nerda DeciDeci Klemzyho. Jingle z této písně byl použit ve dvou reklamách na zdravotní pojištění a píseň se stala letním hitem roku 2015.

### 2016: Putin, Putout a mezinárodní úspěch
První mezinárodní ohlas přinesla Slakonjovi parodie Putin, Putout. Šlo o první video z jeho projektu TheMockingbirdMan, ve kterém satiricky napodoboval významné světové osobnosti. V klipu a písni parodoval ruského prezidenta Vladimira Putina. Krátce po odvysílání ve Slovinsku se video stalo virálním na YouTube.
Jeho druhým videem z téhož projektu byla píseň „Golden Dump (The Trump Hump)“, parodie na Donalda Trumpa, která měla premiéru 17. července 2016 v Siti Teatru v Lublani. O dva dny později byla zveřejněna na YouTube. Třetím videem z tohoto cyklu byla imitace německé kancléřky Angely Merkelové s názvem „Ruf mich Angela“ (Zavolej mi, Angelo).

### 2025: Eurovision Song Contest
Dne 1. února 2025 vystoupil na festivalu EMA se svou písní „How Much Time Do We Have Left“. Soutěž vyhrál a získal tak právo reprezentovat zemi na Eurovision Song Contest 2025 v Basileji. Během prvního semifinále 13. května skončil na 13. místě a nekvalifikoval se do finále.

## Kontroverze
Krátce poté, co zvítězil na hudebním festivalu EMA, zveřejnil Slakonja na svém YouTube kanálu video, v němž napodobňuje všechny víteze Eurovize, počínaje rokem 2000. Pod palbu kritiky se dostal kvůli své imitaci arubského zpěváka Dave Bentona, vítěze ročníku 2001, díky použití blackfacu. V reakci na kritiku Slakonja část s Bentonem z videa odstranil a omluvil se.

## Přehled pozic a děl

### Rádio
| Rok  | Název rozhlasové stanice       | Pozice    |
| ---- | ------------------------------ | --------- |
| 2007 | Radio Energy (Radio Krško)     | moderátor |
| 2007 | Radio Ga Ga (Radio Slovenia 1) | satirik   |

### Televize
| Rok  | Název                           | Pozice                       |
| ---- | ------------------------------- | ---------------------------- |
| 2007 | Hri-bar                         | moderátor satirického pořadu |
| 2007 | Osa                             | krátký film                  |
| 2007 | Vučko                           | krátký film                  |
| 2008 | Nekega lepega popoldne (NLP)    | moderátor pořadu             |
| 2009 | Palčica                         | krátký film                  |
| 2011 | EMA 2011                        | moderátor soutěže            |
| 2012 | EMA 2012                        | moderátor soutěže            |
| 2013 | Zadetek v petek                 | moderátor pořadu             |
| 2013 | Je bella cesta                  | moderátor pořadu             |
| 2014 | Cipercoper                      | hlasové napodobování         |
| 2014 | Zadžuskaj s Klemzyem            | reklama                      |
| 2016 | EMA 2016                        | moderátor soutěže            |
| 2019 | Zadnji večer s Klemnom Slakonjo | moderátor pořadu             |
| 2020 | EMA 2020                        | moderátor soutěže            |
| 2024 | Kdo si ti? Zvezde pod masko     | moderátor pořadu             |

### Parodie
| Rok  | Název                                                                                   | Ztvárňovaná osoba | Povolání      |
| ---- | --------------------------------------------------------------------------------------- | --- | ------------- |
| 2007 | Hepatitis B                                                                             | Anžej Dežan | zpěvák        |
| 2007 | Urška                                                                                   | Jan Plestenjak | zpěvák        |
| 2007 | S.O.L.I.S.                                                                              | Tomi Meglič | zpěvák        |
| 2007 | You always dreamt about Njega                                                           | Fredi Miler | zpěvák        |
| 2007 | Čakam te                                                                                | Rok Kosmač | zpěvák        |
| 2007 | S Katancem v JAR                                                                        | Vlado Kreslin | zpěvák        |
| 2007 | Hamburger in marmelada                                                                  | Rok Ferengja | zpěvák        |
| 2008 | Da veš                                                                                  | Alya | zpěvačka      |
| 2008 | Oda radosti                                                                             | Damjan Murko | zpěvák        |
| 2008 | Nor sem                                                                                 | Dennis ex. Game over | zpěvák        |
| 2011 | Twelve                                                                                  | Bono | zpěvák        |
| 2011 | You're beautiful                                                                        | James Blunt | zpěvák        |
| 2011 | Zero                                                                                    | Enrique Iglesias | zpěvák        |
| 2011 | It ain't over 'til it's over                                                            | Lenny Kravitz | zpěvák        |
| 2011 | Marío                                                                                   | Ricky Martin | zpěvák        |
| 2011 | Left Outside Alone                                                                      | Anastacia | zpěvák        |
| 2011 | Viva la Corrida                                                                         | Chris Martin | zpěvák        |
| 2011 | Jodl Jodl (This time for Slovenija)                                                     | Shakira | zpěvák        |
| 2011 | Sex Bomb                                                                                | Tom Jones | zpěvák        |
| 2011 | Bed of roses                                                                            | Jon Bon Jovi | zpěvák        |
| 2011 | Shape of a chicken                                                                      | Sting | zpěvák        |
| 2012 | Mi fa schifo questa vita                                                                | Eros Ramazzotti Tina Turner | zpěvák        |
| 2012 | Slovenia Will Win (Eurovision Song Contest)                                             | One Man Band Aid Bono Sting James Blunt Elton John Chris Martin Vídeňský chlapecký sbor Justin Bieber Lenny Kravitz Gospel choir Lady Gaga | zpěváci       |
| 2013 | Slash interview                                                                         | / Slash | hudebník      |
| 2013 | Polka Gangnam Style                                                                     | PSY | zpěvák        |
| 2013 | JJ Style                                                                                | Janez Janša | politik       |
| 2013 | Ti moja rožica                                                                          | Modrijani | kapela        |
| 2013 | Cooking with Bojan Emeršič                                                              | Jamie Oliver | kuchař        |
| 2013 | Najlepše otroške pesmice                                                                | Eroika | vokální trio  |
| 2013 | Nočem biti papež                                                                        | Franc Rodé | kardinál      |
| 2013 | Proposing to Hannah Mancini                                                             | Hugh Hefner | Playboy       |
| 2013 | Jasna Kuljaj                                                                            | Gregory House | herec         |
| 2013 | Holivud hils                                                                            | Branko Đurić | herec         |
| 2013 | Penzioner                                                                               | / Karl Erjavec | politik       |
| 2013 | Dejan Zavec vs Chuck Norris                                                             | Chuck Norris | herec         |
| 2013 | Aplavz                                                                                  | Lady Gaga | zpěvačka      |
| 2013 | The Perverted Dance (Cut the Balls)                                                     | Slavoj Žižek | filozof       |
| 2013 | La Mia Strada È La Mia Decisione                                                        | Andrea Massi | lyžař         |
| 2013 | Zdaj prihajam in zdaj grem                                                              | Magnifico | hudebník      |
| 2013 | Modern Pope                                                                             | / Papež František | papež         |
| 2014 | Gromska strela                                                                          | Modrijani | kapela        |
| 2014 | Dragon, Dragone                                                                         | Goran Dragić | basketbalista |
| 2014 | Delam vse, kar dela Pahor                                                               | Borut Pahor | politik       |
| 2014 | Na veliko noč                                                                           | SoulGreg Artist | hudebník      |
| 2014 | Put me zove                                                                             | Halid Bešlić | hudebník      |
| 2014 | Sad je tu sve EU                                                                        | Oliver Dragojević | hudebník      |
| 2014 | Zgoraj brez                                                                             | Tanja Žagarová | hudebnice     |
| 2020 | Slovenia’s 25 years in the Eurovision Song Contest                                      | Vítězové festivalu EMA | hudebníci     |
| 2025 | All Eurovision Winners (2000–2025) The Ultimate Eurovision Challenge by Klemen Slakonja | Vítězové Eurovize | hudebníci     |

## Projekt TheMockingbirdMan
Projekt, ve kterém Slakonja imituje a paroduje světové lídry.
| No. | Název                        | Ztvárňovaná osoba | Režisér     | Premiéra          | Video   |
| --- | ---------------------------- | ----------------- | ----------- | ----------------- | ------- |
| 1   | Modern Pope                  | / Papež František | Miha Knific | 8. listopadu 2013 | YouTube |
| 2   | Putin, Putout                | Vladimir Putin    | Miha Knific | 27. února 2016    | YouTube |
| 3   | Golden Dump (The Trump Hump) | Donald Trump      | Miha Knific | 17. července 2016 | YouTube |
| 4   | Ruf mich Angela              | Angela Merkelová  | Miha Knific | 3. července 2017  | YouTube |